# 阿部尚德
阿部尚德（日语：／，1978年3月5日—）是日本的音樂家、作曲家、編曲家。出生于東京都葛飾區出身，別名とく、toku、とくP等。
在Niconico動畫裡使用VOCALOID投稿了許多音樂作品，並與千秋、安潔拉亞季、竹仲絵里、LiSA、原田瞳等等製作音樂。擔任“へっどほんトーキョー”單位的音楽制作，曾是停止活動的beatica中核心成員、如今多在GARNiDELiA活躍參與創作中。

## 來歷
在中學時期喜愛義大利的古典音樂，興趣合唱、聲樂，到了高中時期正式開始學習音樂。與栗山和樹、滝沢淑行同期。
剛開始是自由職業，之後加入了索尼音樂擔任了音樂家，現今參加了許多作曲和活動，也加入了GARNiDELiA。

## Niconico動畫中的活動
如先前所描述，在「Niconico動畫」中投稿了許多使用「VOCALOID」創作的作品。帳戶名稱為「へっどほんトーキョー」、通常稱「とくP」、作詞、作曲、編曲時多用「とく」（作詞有時使用「toku」）。
第一次投稿在2009年5月6日「COLOR」。同年的4月11日發表了「beatica」的新曲，第二次投稿「blue bird」與2008年10月8日編制『ついコン2』s.y.n（へっどほんトーキョー的主唱）所提供的歌曲。第三首在同年7月27日「VOCALOID」中投稿製作的歌曲「SPiCa」是「へっどほんトーキョー」的第一首歌曲。
主要使用的VOCALOID聲庫是初音未來、Megpoid、SF-A2开发Code miki。作曲、編曲（除了翻唱歌曲）都是阿部尚徳獨立完成。作詞部分是阿部尚徳和「へっどほんトーキョー」的成員所寫的、beatica中的A.I也經常自行作詞。插圖部分是由「へっどほんトーキョー」提供，例如有代表性的歌曲「SPiCa」就是由refeia所繪製的。
現在除了「へっどほんトーキョー」的名義CD化，幾首歌曲均收錄在EXIT TRANCE。

## 團體活動

### Headphone-Tokyo**(へっどほんトーキョー
網路上合作的團體，簡稱為hpt**。
成員:
- とく [toku] - 作詞、作曲、編曲、電子琴、男性。
- mo2 [ﾓﾂ] - 作詞、作曲、編曲、電子琴、男性。
- MiLO [ミロ] - 作詞、歌、薩克斯風、女性。
- カヒーナ [kahiena] - 歌、女性。
- nayuta [なゆた] - 歌、女性。
- MARiA [ﾒｲﾘｱ] - 作詞、作曲、歌、女性。
- うり [uryan] - 作詞、歌、本職為聲優、女性。
- くろまろ [kuromaro] - 插圖、女性。
- けんたっくす [kentax] - 歌詞、混音、標誌、包裝設計、網站、男性。
- れふぇいあ [refeia] - 設計、標誌、包裝設計、男性。
- すりーぷ [sleepwalker] - 3DCG、動畫、公司。
- GARNiDELiA [MARiA&とく] - 歌曲。

### beatica
2003年，剛開始為阿部尚徳的單獨單位。2005年，開始音樂製作樂隊的風格，以3+成員制度便開始在東京內部活動，並發行了兩張CD。2009年2月20日，主唱的脫離使活動停止。
2009年3月13日，新的主唱加入並以「ReStart」為活動名稱開始了活動，2009年4月參與Drumsにjonathan gormanが，官網的訊息：「2009年7月、活動休止。2010年10月、再開？」
成員:
- A.I（已脫離）- 主唱、作詞、女性。
- toku - 電子琴、作曲、編曲、規劃、男性。
- G.A.Cool - 吉他、男性。
- セキタヒロシ - 低音吉他、男性。
- jonathan gorman（已脫離）- 爵士鼓、男性。2009年6月4日加入。
- mocca - 主唱。
- 金田ゆうじ - 爵士鼓（ReStart活動時間加入的）
- 宇野克郎 - 操縱（ReStart活動時間加入的）

## 團體歌曲

### beatica
1.「exit」2005年11月
2.「game」2008年11月16日

### Headphone-Tokyo**(へっどほんトーキョー
1.「SPiCa」2009年8月15日
2.「Black」2009年11月15日
3.「The Universe」2009年12月30日
4.「ARiA」2010年5月9日
5.「Rabbit(CD附贈於同人誌)」2010年7月19日
6.「SPiCa ReACT」2010年8月14日
7.「ARiA DVD」2010年8月14日
8.「Miracle Of Desktop」2010年12月31日
9.「Arrow of Love」2011年9月4日
10.「See You」2012年4月28日
11.「Innocent blue 2013年4月29日
12.「スペースタイムギャラリー」2013年8月12日
13.「mi;Q」2013年12月31日
14.「P-DASH」2014年8月17日
15.「mt:」2014年8月17日
16.「Far East Lion」2014年12月23日

### GARNiDELiA
1.「ONE」2010年12月31日
2.「PRAYER」2011年5月1日
3.「PLUSLIGHTS」-21248931- 2012年8月11日
4.「ONE [+1]」2014年12月2日
5.「PLUSLIGHTS -21248931- [+1]」2014年12月2日

## 合作歌曲
商業紀載，以「とくP」和「とく」的名義。
『EXIT TUNES PRESENTS Vocalolegend feat.初音ミク』 2010年1月20日 「SPiCa」收錄
『EXIT TUNES PRESENTS STARDOM 3』 2010年2月3日「blue bird」收錄
『EXIT TUNES PRESENTS Supernova 2』 2010年3月3日「ARiA」收錄
『EXIT TUNES PRESENTS SUPER PRODUCERS BEAT』 2010年4月7日「SPiCa (MK Remix)」收錄
『EX:P2 〜Ex:Producers2〜』 2010年9月15日「Hands」收錄
『VOCALOID BEST from ニコニコ動画 (あお)』 2011年6月22日 「ARiA」收錄

## 音樂唱片

### 單曲
| 枚  | 發售日        | 名稱    | 規格品番   | 規格品番   | Oricon週榜最高位 |
| 枚  | 發售日        | 名稱    | 初回限定盤 | 通常盤     | Oricon週榜最高位 |
| --- | ------------- | ------- | ---------- | ---------- | ---------------- |
| 1st | 2021年6月16日 | bouquet | PCCA-06037 | PCCA-06036 | 70位             |

## 提供或者參與

### 作曲・編曲
2002年
- 田村由香里「Fortune of Love」作曲・編曲。2002年9月25日發賣『花降り月夜と恋曜日（日语：花降り月夜と恋曜日）。』收錄。

2009年
- 寮長先生（澤城美雪）&與那國（松来未祐）「SU-KON-BU」作曲・編曲・產生（とくP 名義）。2009年11月25日發賣。『瑪莉亞狂熱』中的收錄歌曲。

2010年
- 原田瞳「MACHINE DOLL」作曲・編曲（とくP 名義）。2010年1月22日發賣。『機巧少女不會受傷』中的收錄歌曲。
- 孫策伯符（浅野真澄）＆馬超孟起（遠藤綾）「Endless Soul～終わりなき戦士～」作曲・編曲・產生。2010年4月28日發賣。『一騎當千 XTREME XECUTOR』片尾曲。
- 原田瞳「Möbius（メビウス）」作曲・編曲（とくP 名義）。2010年11月25日發賣『機巧少女不會受傷』第4卷廣播劇CD（Side-A）附贈於特裝版中。

2012年
- LiSA「アンフィル」作詞・作曲・編曲。2012年2月22日發賣『LOVER“S”MILE』收錄。

2013年
- 原田瞳「Anicca」作曲・編曲（とく 名義）。2013年11月6日發賣。動畫『機巧少女不會受傷』主題曲 。

2015年
- 原田瞳「ルシファーという名の翼」「Burnt Red」「Anicca」「MACHINE DOLL」作曲・編曲。2015年2月4日發賣『glanzend』收錄。
- 春奈露娜「乙女の願い事」作曲・編曲・プロデュース（toku・GARNiDELiA名義）。2015年3月25日發賣『Candy Lips』收錄。
- 井口裕香「 リトルチャームファング」作曲・編曲（toku・GARNiDELiA名義）。2015年11月25日發賣『リトルチャームファング』收錄。

2016年
- AKIRA「CROSSiNG」作曲・編曲。2016年1月27日發賣。『X -Crossing-』收錄。
- FLOW「Steppin’ out」作曲・編曲。2016年2月3日發賣。『#10』收錄。
- 井口裕香「変わらない強さ」作曲・編曲（toku・GARNiDELiA名義）。2016年2月17日發賣。動畫『重裝武器』片尾曲 。
- 三月的Phantasia 「キミといた夏」作曲・編曲（toku・GARNiDELiA名義）。2016年6月1日發賣『はじまりの速度』收錄。

2017年
- 浦島坂田船 「slumber number」作曲・編曲（toku・by センラ）。2017年7月5日發賣『Four the C』收錄。

2018年
- TrySail 「Truth.」作曲・編曲（toku・GARNiDELiA名義）。動畫『沒有心跳的少女 BEATLESS』第二片頭曲 。2018年6月6日發賣『Truth.』收錄。

2019年
- MeseMoa.「Vampire Kiss」作曲・編曲（toku・GARNiDELiA名義）。2019年1月29日發賣『It's Showtime!』收錄。
- 浦島坂田船「Freja」作曲・編曲（toku・GARNiDELiA名義）。2019年6月26日發賣『$HUFFLE』收錄。
- 鈴木KONOMI 「My Days」作曲・編曲（とく・GARNiDELiA名義）。手機遊戲『永遠的7日之都』主題曲。2019年11月6日發賣『Shake Up!』收錄 。

2021年
- Kradness「Burn up my lif」作曲（toku）。2021年2月17日發賣『Memento』收錄。
- TRiNITY「SISTER'S WAR」作曲・編曲（toku・GARNiDELiA名義）。2021年10月6日發賣『PRiSM』收錄。

2022年
- しゅーず「Night Wander」作曲・編曲（toku）。2022年1月5日發賣『Night Wander』收錄。

### 編曲
2001年
- AnOtheR「AnOtheR～曖昧な関係～」2001年1月12日發賣。
- chiaki「チロル」 2001年1月31日發賣。
- chiaki「嘘つき★BABY」（阿部尚徳 · 湧井正則 名義）、c/w「blue sky」。2001年5月30日發賣。
- salmon mousse papa「salmon mousse papa」2001年10月31日發賣。
- 千秋「青い童話」。2001年10月『みんなのうた（日语：みんなのうた）』放送、2001年11月7日發賣。
- 千秋「水の鏡」「お月さまの子守唄」「森の舞曲」。2001年12月6日『千秋童話小曲集「キルリ」』收錄（「青い童話」5首歌曲中4曲編曲）。

2002年
- 千秋「愛のうた」「愛のうた From Vivian」。2002年5月4日『PINK』收錄。

2003年
- Dir en grey「DRAIN AWAY」 2003年1月22日發賣。
- Dir en grey「かすみ」 2003年4月23日發賣。
- baroque「我伐道」2003年7月24日發賣。
- 蜉蝣 「蜉蝣」2003年7月30日發賣。
- 遊佐未森（日语：遊佐未森）「light song」、c/w「ユングフラウ」（いずれも 外間隆史・阿部尚徳 名義）。2003年7月30日發賣。
- 諫山実生（日语：諫山実生）「ハナコトバ〜花心詩〜」2003年9月10日發賣。
- 遊佐未森 混音專輯『Bougainvillea Reflect』全曲。2003年9月10日發賣。
- 遊佐未森 『Bougainvillea』收錄於『Bougainvillea Reflect』2003年9月10日。
- Dir en grey「VULGAR」 2003年9月10日發賣。

2004年
- Dir en grey「THE FINAL」 2004年3月17日發賣。
- baroque「ila.」 2004年4月21日發賣。
- baroque「ガリロン」 2004年4月21日發賣。
- Dir en grey「朔-saku」 2004年7月14日發賣。
- baroque「Nutty a hermit.」 2004年7月28日發賣。
- baroque「sug life」 2004年9月1日發賣。
- ネギま!麻帆良学園中等部2-A 2月 いたずら3人組「It's My Life」 2004年11月26日發賣。
- 腐乱シネマ帝國楽団「mama」 2004年12月3日發賣。

2005年
- Dir en grey「Withering to death.」 2005年3月9日發賣。
- Yum!Yum!ORANGE（日语：Yum!Yum!ORANGE）「ORANGE FUNKY RADIO」 2005年7月13日發賣。
- 蜉蝣「愚弄色」 2005年7月27日發賣。
- 植村花菜「ミルクティー」 2005年9月7日發賣。
- 安潔拉亞季「HOME」 2005年9月14日發賣。
- Dir en grey「CLEVER SLEAZOID」 2005年9月21日發賣。
- 植村花菜「キセキ／恋の魔法」 2005年11月23日發賣。
- 南乃梨子「枯れた肌」。2005年11月30日「待ち遠しい未来へ」收錄。

2006年
- 植村花菜「いつも笑っていられるように」 2006年1月4日發賣。
- 安潔拉亞季「心の戦士」 2006年1月18日發賣。
- 安次嶺奈菜子（日语：安次嶺奈菜子）「卒業〜さよならは言えない」 2006年1月25日發賣。
- 安潔拉亞季「Kiss Me Good-Bye」 2006年3月15日發賣。
- 遊佐未森 「休暇小屋」 2006年5月10日發賣。
- Yum!Yum!ORANGE 「Clover」 2006年5月10日發賣。
- 安潔拉亞季「This Love」 2006年5月31日發賣。
- 蜉蝣「となり町の彼女」 2006年6月14日發賣。
- 安潔拉亞季「Home」 2006年6月14日發賣。
- 竹仲絵里（日语：竹仲絵里）「ペルソナ」2006年6月28日發賣。
- Dir en grey「凌辱の雨」 2006年7月26日發賣。
- 遊佐未森 「light song」 2006年7月30日發賣。
- Yum!Yum!ORANGE 「Brand New Day」 2006年9月20日發賣。
- 飯塚雅弓 「10 LOVE」 2006年9月27日發賣。
- 中孝介 「なつかしゃのシマ」 2006年10月11日發賣。
- Yum!Yum!ORANGE 「Jelly Beans」 2006年10月11日發賣。
- 戸田 康平（日语：戸田 康平）「陽に向かう」 2006年11月8日發賣。
- Dir en grey「Agitated Scream of Maggots」 2006年11月15日發賣。

2007年
- シュノーケル（日语：シュノーケル (バンド)）「Bye-Bye × Hello」收錄於『EQ』 2007年10月3日發賣。
- Dir en grey「THE MARROW OF A BONE」 2007年2月7日發賣。
- 竹仲絵里「黄色い花-Wedding Story-」 2007年4月25日發賣。
- MONOBRIGHT（日语：MONOBRIGHT）「未完成ライオット」 2007年7月4日發賣。
- Superfly「凛」（多保孝一+松岡基樹+阿部尚徳 名義）。2007年8月1日「マニフェスト」收錄。
- Rie fu「5000マイル」 2007年9月5日發賣。
- MONOBRIGHT「頭の中のSOS」 2007年9月5日發賣。
- THE LOCAL ART（日语：THE LOCAL ART）「KiZUNA」 2007年9月19日發賣。
- 安潔拉亞季「TODAY」 2007年9月19日發賣。
- 植村花菜「あなたのその笑顔はいいヒントになる」 2007年9月26日發賣。
- RAG FAIR（日语：RAG FAIR）「赤い糸」。2007年10月3日「赤い糸/LIVEラリー」收錄。
- 12012「SHINE」 2007年10月17日發賣。
- Dir en grey「DOZING GREEN」。2007年10月24日發賣。
- monobright「monobright one」 2007年10月24日發賣。
- 植村花菜「愛と太陽」 2007年11月7日發賣。
- 中孝介「 路の途中」。2007年11月14日「種をまく日々」收錄。
- 近畿小子「the EDGE of the WORD」。2007年11月14日『φ』收錄。
- Rie Fu「Tobira Album」 2007年11月21日發賣。
- 新垣結衣「heavenly days」「メモリーズ」「ペアリング 」（いずれも 松岡モトキ/阿部尚徳 名義）。2007年12月5日『そら』收錄。
- 竹仲絵里「真っ白な雪、真っ白な未来」 2007年12月5日發賣。
- 12012「DIAMOND」 2007年12月12日發賣。
- Dir en grey「DECADE2003-2007」 2007年12月17日發賣。

2008年
- RAG FAIR「スプートニクの恋人」、「 赤い糸」。2008年1月23日「カラーズ」收錄。
- pino schizzo「pino schizzo’s Vintage Style」 2008年1月23日發賣。
- SPLAY（日语：SPLAY）「AFTER THE MELODY ENDS」 2008年1月30日發賣。
- An Cafe「Cherry咲く勇気!!」 2008年2月27日發賣。
- 島谷瞳「口づけしよう」。2008年3月19日「泣きたいなら」收錄。
- DEPAPEPE「HOP!SKIP!JUMP!」 2008年4月2日發賣。
- An Cafe「極魂ROCK CAFE」 2008年4月9日發賣。
- monobright「あの透明感と少年」 2008年5月21日發賣。
- 竹仲絵里「シャリラリラ」、c/w「ファイファイ」。2008年6月4日發賣。
- 竹仲絵里「帰らない夏と消えないあのメロディー」（松岡モトキ・阿部尚徳 名義）。2008年9月3日發賣。
- Dir en grey「GLASS SKIN」 2008年9月10日發賣。
- 中孝介「絆歌」 2008年10月1日發賣。
- boa sorte!「Anniversaire」 2008年10月8日發賣。
- 12012「逢いたいから…」 2008年10月29日發賣。
- An Cafe「小悪魔USAGIの恋文とマシンガンe.p.」 2008年10月29日發賣。
- Dir en grey「UROBOROS」 2008年11月12日發賣。

2009年
- 12012「Hallelujah」 2009年2月18日發賣。
- 新垣結衣「piece」。2009年2月25日「piece」收錄。
- 安潔拉亞季「レクイエム」（安潔拉亞季・阿部尚徳 名義）。2009年2月25日『ANSWER』收錄。
- 12012「mar maroon」 2009年3月11日發賣。
- 臼井嗣人（日语：臼井嗣人）「花吹雪」。2009年3月18日『あしたのできごと』收錄。
- 植村花菜「春の空」 2009年3月25日發賣。
- 矢野まき（日语：矢野まき）「本音とは愛よ」 2009年6月10日發賣。
- 月の203号室（日语：月の203号室） 專輯『STORY ONE』全曲。2009年6月10日發賣。
- 安潔拉亞季「愛の季節」（安潔拉亞季・阿部尚徳 名義）。2009年9月16日發賣。
- 竹仲絵里「Smile Smile Smile」（松岡モトキ、阿部尚徳 名義）。2009年9月16日「傘」收錄。
- 森重樹一（日语：森重樹一）「GLORIA」「天のくれたメロディ (LOVE IS EVERYTHING)」「午前0時のMERRY-GO-ROUND」「TOKYO CITY NIGHT」「STAY GOLD」（いずれも 阿部“TOKU”阿部尚徳 名義）。2009年11月11日『KING'S ROAD』收錄。
- 服部克久「Sunny Sunday Morning’09 (サニー・サンデイ・モーニング’09)」、「ただそれだけ」。2009年11月11日『服部克久』收錄。

2010年
- V.A「SPiCa」。2010年1月20日「EXIT TUNES PRESENTS Vocalolegend(ボカロレジェンド)feat. 初音ミク(ジャケットイラストレーター なぎみそ)」收錄。
- V.A「blue bird」。2010年2月3日「EXIT TUNES PRESENTS STARDOM 3」收錄。
- V.A「ARiA」。2010年3月3日「EXIT TUNES PRESENTS Supernova(スーパーノヴァ)2 ジャケットイラストレーター redjuice」收錄。
- 竹仲絵里「garden」 2009年3月10日發賣。
- V.A「blue bird EX:P EDIT- / とくP」。2010年3月17日「EX:P~Ex:Producers~」收錄。
- V.A「SPiCa / とくP feat. ノワール」。2010年3月17日「EXIT TUNES PRESENTS 神曲を歌ってみた 2 ジャケットイラスト:ゆのみ」收錄。
- V.A「SPiCa (MK Remix) / とくP - とくP, MK」。2010年4月7日「EXIT TUNES PRESENTS SUPER PRODUCERS BEAT MIXED BY Ryu☆ ジャケットイラストレーター 獅子猿」收錄。
- V.A「Mail Me -HPT mix-」。2010年7月7日「MOMO-i REMIXES」收錄。
- DEEP 「SORA ~この声が届くまで~」。2010年7月7日「milestone/SORA~この声が届くまで~」收錄。
- 桃井晴子 混音專輯『MOMO-i REMIXIES AKIHABA LOVE』收錄「Mail Me-HPT」のリミックス。2010年7月7日發賣。
- 安潔拉亞季「愛の季節」、「Mad Scientist」。2010年9月8日「LIFE」收錄。
- V.A「Hands / とくP」。2010年9月15日「EX:P2~Ex:Producers2~」收錄。

2011年
- 水橋舞、小林愛香 「COLOR」。2011年2月23日『君を守りたい』收錄。
- うさ「SPiCa」。2011年3月9日「LINK/RING」收錄。
- LiSA「覚醒屋」。2011年4月20日「Letters to U」收錄。
- 我們仍未知道那天所看見的花名。「secret base ~君がくれたもの~ (10 years after Ver.)」。2011年4月27日「secret base ～君がくれたもの～」收錄。
- WOWAKA「僕のサイノウ feat. pagodes dnb mix」、「積み木の人形 feat. pagodes rnb mix」。2011年5月18日「アンハッピーリフレイン」收錄。
- 小林ゆう,天の妃少女合唱団「赤・SU-KON-BU」。2011年5月25日「「るんるんりる　らんらんらら」&エンディングテーマ「どうにもとまらない」」收錄。
- V.A「SPiCa / MARiA」。2011年6月1日「SUPER VOCALO BEAT」收錄。
- 古川本舖「Alice in wonderword」 2011年6月15日發賣。
- 魔法少女小圓「魔法少女まどか☆マギカ 5【完全生産限定版】」 2011年8月24日發賣。
- V.A「Promise ～君を守るよ～ Lyrics & Compose」。2011年8月10日「「聖闘士星矢 THE LOST CANVAS 冥王神話」キャラクターソング アルバム」收錄。
- ナノウ「The Waltz Of Anomalies」 2011年9月28日發賣。
- V.A「SPiCa(Sorrowful Trance Mix)/Arranger:Sumijun / MARiA」。2011年10月5日「DIGITAL TRAX PRESENTS VOCALO★TRANCE BEST」收錄。
- LiSA 動畫『Fate/Zero』片頭曲「oath sign」2011年11月23日發賣。
- THE 39’s「ARiA」。2011年11月30日「アコミク with VOCALOIDS」收錄。
- アゴアニキ「アゴア ゴー ゴー ゴー」 2011年12月14日發賣。

2012年
- V.A「ホシノウタ」。2012年1月18日「VOCALO TEARS feat.初音ミク」收錄。
- V.A「SPiCa」。2012年1月18日「VOCALO SMILE feat.初音ミク」收錄。
- 超級索尼子「ARiA」。2012年2月8日「SONICONICOROCK　Tribute To VOCALOID」收錄。
- すこっぷ「Days ~Best of Scop」 2012年2月15日發賣。
- LiSA 「優しさに辿りつくまで」「oath sign」「WiLD CANDY」「花とミツバチ」「アンフィル」「LOVER“S”MiLE」2012年2月22日『LOVER“S”MILE』收錄。
- V.A.「Endless Soul~終わりなき戦士~」。2012年2月22日「一騎当千 歌姫ベストソング・コレクション-歌鳥風月-」收錄。
- THE 39’s「ARiA feat.柿チョコ」。2012年3月7日「アコミク with VOCALISTS」收錄。
- ゆうゆ（日语：ゆうゆ）「15 天樂（とくP MIX）」。2012年5月26日「世迷言ユニバース」收錄。
- 安潔拉亞季「BLUE」 2012年7月18日發賣。
- 水橋舞「第一歩」、「相対性モノローグ (with 岸田)」、「mere (with keeno)」、「Thanks For…」、「aMazing MusiQue PaRK」、「Girls (with easypop)」。2012年7月25日「aMazing MusiQue PaRK」收錄。
- LiSA 動畫『刀劍神域』艾恩葛朗特 篇片頭曲「crossing field」2012年8月8日發賣。
- An Cafe「amazing blue」 2012年8月8日發賣。
- nao 「流星のビヴロスト」。2012年10月24日「「 神次元! ふぉーちゅん・まてりある 」[ネプテューヌVコラボ盤]」收錄
- 軍火女王「Jormungand -由阿部尚徳混音-」。2012年12月21日「ヨルムンガンドPERFECT ORDER 1 (初回限定版) [Blu-ray]」收錄。
- 彩音「ribbon -由阿部尚徳混音-」。2012年12月26日「HYPER DANCE REMIX ~ 彩音 ~」收錄。
- 元氣少女緣結神「神様ヘルプ!」。2012年12月28日「神様はじめました (1)[Blu-ray]」收錄。

2013年
- 遊佐未森 『ブーゲンビリア』。2013年7月24日發賣。
- 遊佐未森 「クロ」2013年9月11日『VIOLETTA THE BEST OF 25 YEARS』收錄。
- V.A「キミについて言えること」。2013年9月18日「帰宅部@音楽室(音符記号)アニメ「歸宅部活動記錄」キャラソン&サントラ集」收錄。
- V.A「SPiCa」、「相Butterfly (由GARNiDELiA所唱)」、「Arrow of Love - ReACT」。2013年9月25日「BALLOOM BEST」收錄。
- LiSA 「crossing field」2013年10月30日『LANDSPACE』收錄。
- AMOYAMO（日语：AMOYAMO）「SeCret scARlet」2013年10月30日「アゴアニキ「アゴア ゴー ゴー ゴー」收錄。

2014年
- 岩崎琢「Gotchaman~In the name of Love Modal Crowds Remix」2013年10月30日『TVアニメ ガッチャマン クラウズ オリジナル・サウンドトラック -GALAX-』收錄。

2015年
- LiSA 「crossing field」、「 EGOiSTiC SHOOTER (with wowaka)」、「WiLD CANDY」2015年3月4日『Launcher』收錄。
- 綾野真白 動畫『雙槍激鬥』片頭曲「vanilla sky」2015年4月29日發賣。
- 遊佐未森 「クロ」2015年12月9日『カリヨンダンス』收錄。

2016年
- FLOW 動畫『無頭騎士異聞錄 DuRaRaRa!!×2結』片頭曲「Steppin' out」2016年1月20日發賣。
- 楠田亞衣奈 「内気なバービー」2016年5月4日『Next Brilliant Wave』收錄。

2020年
- fripSide REMIX「final phase」2020年11月14日『the very best of fripSide 2009-2020』精選專輯專輯收錄。

2022年
- IDOLiSH7 「Boys & Girls」2022年1月12日『Opus』第二專輯收錄。

## 現場表演
遊佐未森「ブーゲンビリア ～ traces of the sun」「ブーゲンビリア ～ 永遠の休日」（2003年9月15日～10月6日）電子琴、操作者、合唱（阿部“beatica”尚徳 名義）

## 外部連結
- （日語）bouquet特色官方網站 （页面存档备份，存于）
- （日語）Headphone-Tokyo**官方網站
- （日語）beatica官方網站（已停止更新） （页面存档备份，存于）
- （日語）阿部尚徳官網 （页面存档备份，存于）
- （日語）阿部尚德的X（前Twitter）
- （日語）GARNiDELiA官方網站 （页面存档备份，存于）
- （日語）阿部尚徳Facebook （页面存档备份，存于）
- （日語）阿部尚德的Instagram帳戶